# TCDB
TCDB, de l'anglais Transporter Classification DataBase, est une base de données bioinformatique des protéines de transport membranaire, y compris les canaux ioniques,,. Sa classification est approuvée par l'IUBMB, et est construite de manière semblable à celle de la nomenclature EC des enzymes. Elle comprend neuf classes de premier niveau, elles-mêmes subdivisées en sous-classes de deuxième niveau, puis en superfamilles, familles et substrats.
Les neuf classes TCBD sont ainsi :
1. Canaux ioniques et pores
2. Transporteurs activés par potentiel électrochimique
3. Transporteurs actifs directs (primaires)
4. Translocateurs de groupes
5. Transporteurs de molécules de transfert d'électrons
6. Classe réservée pour extensions futures
7. Classe réservée pour extensions futures
8. Facteurs annexes impliqués dans le transport
9. Systèmes de transport partiellement caractérisés